# Estadio 20 de Enero
El estadio 20 de Enero es un estadio de béisbol ubicado en Sincelejo, departamento de Sucre.
Tiene capacidad para aproximadamente 6.000 espectadores y es sede del equipo profesional Toros de Sincelejo, uno de los 5 equipos asociados a la Liga Colombiana de Béisbol Profesional. Posee grama o pasto natural, es propiedad del municipio de Sincelejo y es operado por el Instituto de Deportes de Sincelejo (Imder Sincelejo).